# Raspailia wardi
Raspailia wardi är en svampdjursart som beskrevs av Hooper 1991. Raspailia wardi ingår i släktet Raspailia och familjen Raspailiidae. Inga underarter finns listade i Catalogue of Life.